# Theaetetus (cratère)
Pour les articles homonymes, voir Théétète.
Theaetetus est un cratère lunaire situé sur la face visible de la Lune. Il se trouve au sud-est du cratère Cassini près de la bordure orientale de la Mare Imbrium. Il se trouve juste à l'ouest du Montes Caucasus et au sud-ouest se trouve le cratère Aristillus. Le contours du cratère Theaetetus a une forme nettement polygonale. Le rebord est bas et le sol intérieur est relativement élevé par rapport au rebord. Le sol est sans relief. 
Ce cratère a été constaté dans le passé comme un lieu de possibles phénomènes lunaires transitoires. En 1902, un nuage blanc a été observé brièvement dans les environs du cratère. D'autres observateurs, notamment Patrick Moore et William Henry Pickering, ont également noté des apparitions inhabituelles dans ce domaine. 
En 1935, l'Union astronomique internationale lui a attribué le nom de Theaetetus en l'honneur du mathématicien grec Théétète d'Athènes et son travail sur les nombres irrationnels.